# دانييل أورتيغا راميريز
دانييل أورتيغا راميريز (بالإسبانية: Heriberto Ortega Ramírez)‏ هو سياسي مكسيكي، ولد في 16 يوليو 1954 في ولاية مكسيكو في المكسيك. حزبياً، نشط في الحزب الثوري المؤسساتي. وقد انتخب عضو مجلس النواب المكسيك.